# Sinornitozaur
Sinornitozaur (Sinornithosaurus) – rodzaj niewielkiego wczesnokredowego teropoda z rodziny dromeozaurów (Dromaeosauridae). Występował ok. 125 mln lat temu na terenach współczesnej formacji Liaoning (Chiny). Był pokryty prymitywnymi piórami.

## Materiał kopalny
Obecnie znane są trzy szkielety należące do tego dinozaura. Pierwszy z nich (IVPP V 12811), będący holotypem, jest obecnie przechowywany w Instytucie Paleontologii Kręgowców i Paleoantropologii w Pekinie. Drugi szkielet oznaczony jako NGMC-91 należy najprawdopodobniej do osobnika młodocianego lub przedstawiciela innego gatunku. Ji Qiang i inni (2001) uważają przynależność NGMC-91 do tego rodzaju Sinornithosaurus za niepewną z powodu licznych uszkodzeń jego kości, które mogą zniekształcać cechy diagnostyczne. Obok NGMC-91 znaleziono skamieniałości niewielkiej ryby z rodzaju Lycoptera.

## Klasyfikacja
Analizy przeprowadzone przez Xu Xinga i innych wykazały, że jest to jeden z prymitywniejszych znanych dromeozaurów. Wieloma cechami przypomina archeopteryksa i innych przedstawicieli Avialae w większym stopniu, niż późniejsze i bardziej zaawansowane dromeozaury. Obecnie uznaje się przynależność do rodzaju Sinornithosaurus dwóch gatunków: S. milleni, opisanego w 1999, oraz S. haoiana, opisanego w 2004, różniącego się od S. milleni budową bioder i czaszki. Okaz NGMC-91 został przez Xu i współpracowników przypisany do rodzaju Sinornithosaurus jako potencjalny przedstawiciel gatunku innego niż S. milleni. Według innych autorów niewykluczona jest jego przynależność do innego rodzaju.

### Etymologia
Sinornithosaurus: ang. Sino- „Chińczyk”, od łac. Sinae „Chińczyk”, od gr. Σιναι Sinai „Chińczyk”; gr. ορνις ornis, ορνιθος ornithos „ptak”; σαυρος sauros „jaszczurka”.

## Paleobiologia
Według Enpu Gonga i współpracowników uzębienie oraz inne cechy czaszki, takie jak rowki w zębach, mogące mieścić gruczoły jadowe, świadczą o jadowitości sinornitozaura i spokrewnionych z nim dromeozaurów. Zdaniem autorów struktury te są analogiczne do występujących u jadowitych jaszczurek. Z interpretacją przedstawioną przez Gonga i współpracowników nie zgodzili się jednak Gianechini, Agnolín i Ezcurra, którzy zasugerowali, że wydłużenie zębów szczękowych – według Gonga i in. wskazujące na jadowitość – jest pozostałością tafonomiczną wynikającą z przemieszczenia zębów poza zębodoły, a wsparcie dla hipotezy o jadowitości sinornitozaura jest słabe. Gong et al. potwierdzili, że zęby holotypu nie znajdowały się w pełni naturalnej pozycji, jednak nie zgodzili się z twierdzeniem Gianechiniego i współpracowników, że były znacząco poza zębodołami, i stwierdzili, że niektóre okazy z Tianyu i Dalian miały faktycznie bardzo wydłużone zęby szczękowe. Stwierdzili również, że jadowitość była prawdopodobnie cechą wyjściową dla archozaurów. Sinornithosaurus mógł żywić się ptakami, które pospolicie występowały w lasach na terenie grupy Jehol.
W skamieniałych piórach sinornitozaura odnaleziono zarówno eomelanosomy, jak i feomelanosomy, co sugeruje, że jego upierzenie znacząco różniło się kolorem w zależności od rejonu ciała.

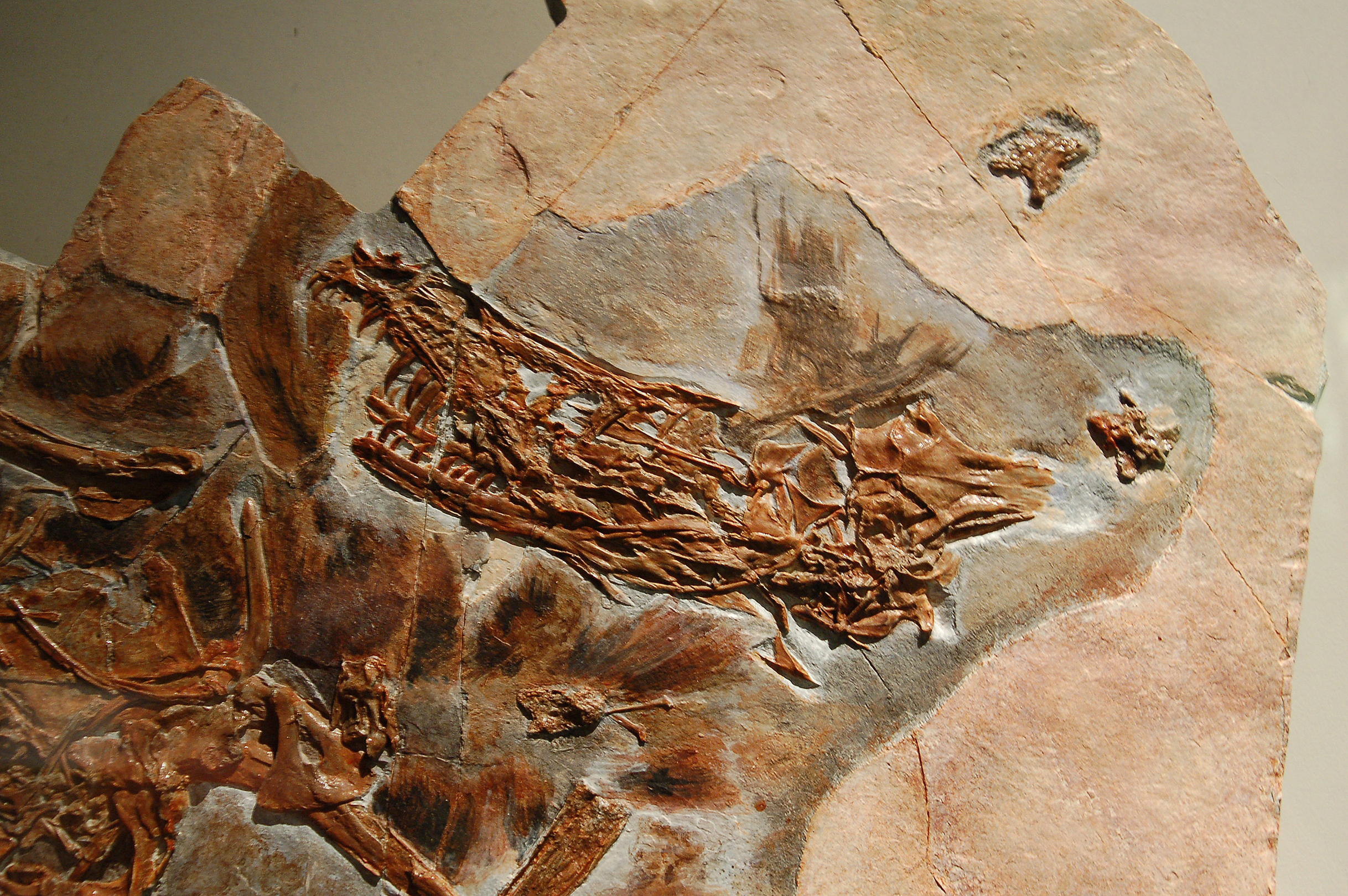
Skamieniałość Sinornithosaurus millenii (Amerykańskie Muzeum Historii Naturalnej, Nowy Jork)
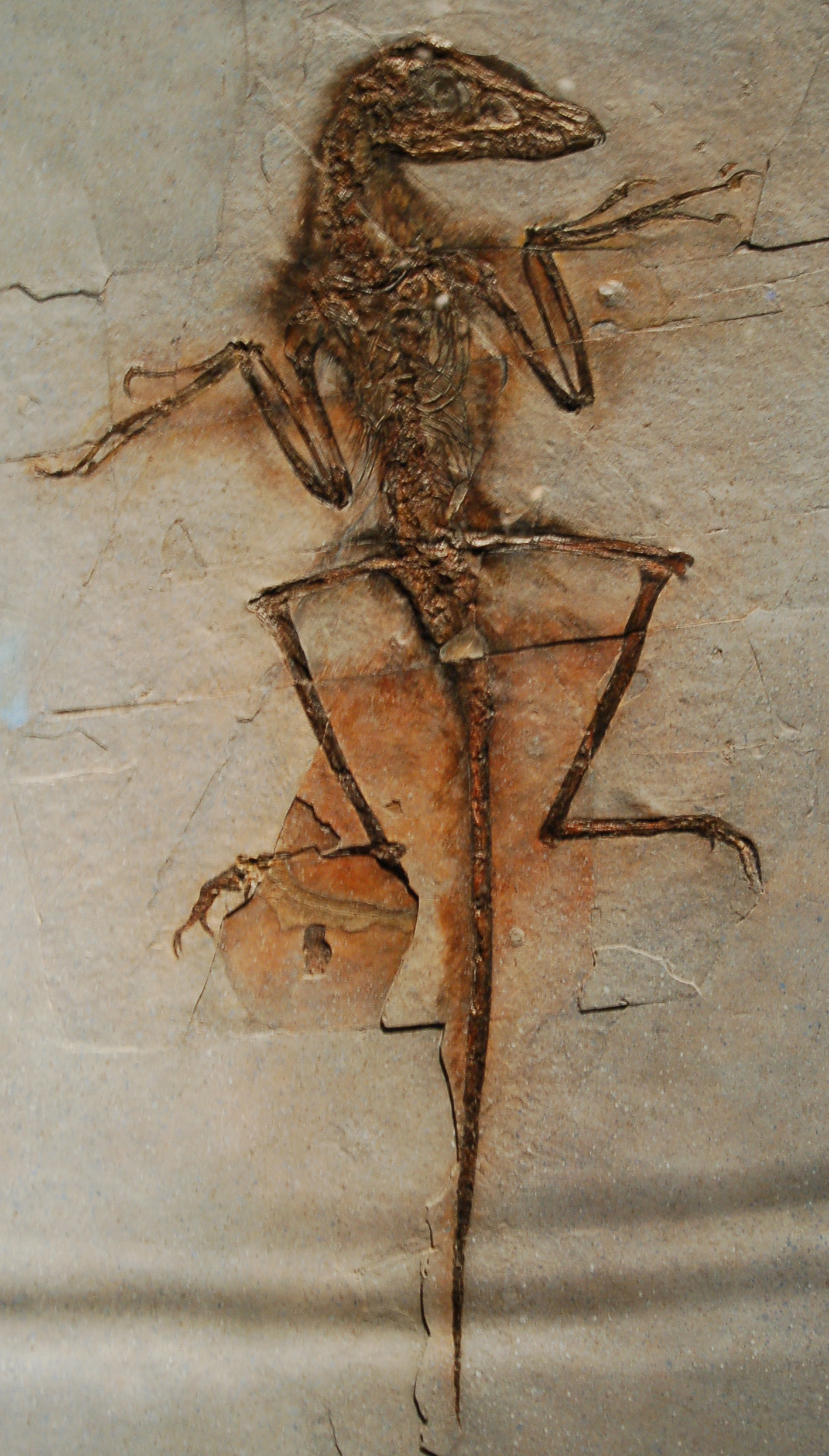
Skamieniałość ?Sinornithosaurus (NGMC 91, Amerykańskie Muzeum Historii Naturalnej)
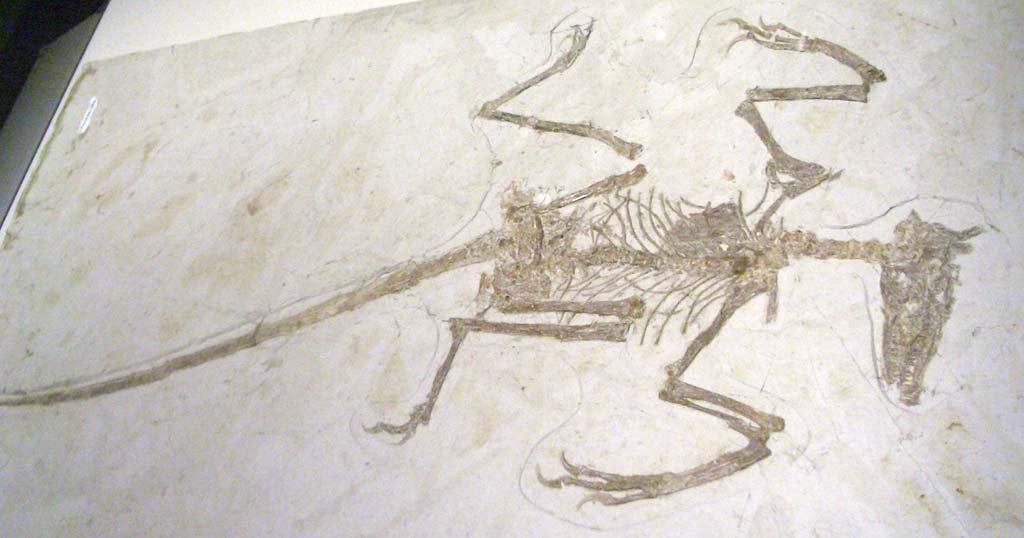
Skamieniałość Sinornithosaurus millenii (Hong Kong Science Museum)